# Nesvík
Nesvík település Feröer Streymoy nevű szigetén. Közigazgatásilag Sundini községhez tartozik.

## Földrajz
A sziget keleti partján, közvetlenül a Streymin-hídtól északra fekszik.
Itt található a Feröeri Népegyház missziós központja, valamint a Leguhúsið í Nesvík nevű konferencia- és továbbképző központ.

## Történelem
2005. január 1-je óta Sundini község része, előtte Hvalvík községhez (Hvalvíkar kommuna) tartozott.

## Népesség
| Év              | Lakosság |
| --------------- | -------- |
| 1986. január 1. | 3        |
| 1991. január 1. | 3        |
| 1996. január 1. | 3        |
| 2001. január 1. | 1        |
| 2006. január 1. | 1        |

## Közlekedés
A települést érinti a 202-es buszjárat.